# 梅隆家族
梅隆家族是一个美国商业家族，世代居住于宾夕法尼亚州匹兹堡。

## 世系
- 安德鲁·威廉·梅隆
  - 保罗·梅隆
    - 蒂莫西·梅隆